# Hundstalsee
Der Hundstalsee befindet sich auf 2289 Metern Seehöhe in der Gemeinde Inzing im Bezirk Innsbruck-Land im Bundesland Tirol.
Am Südufer des Sees steht das von 1986 bis 2006 errichtete Land-Art-Bauwerk Apollontempel am Hundstalsee.